# 18874 Raoulbehrend
18874 Raoulbehrend è un asteroide della fascia principale. Scoperto nel 1999, presenta un'orbita caratterizzata da un semiasse maggiore pari a 2,2731657 UA e da un'eccentricità di 0,1069408, inclinata di 4,47000° rispetto all'eclittica.
L'asteroide è dedicato all'astronomo svizzero Raoul Behrend.